# Liste der Kulturgüter in Bösingen
Die Liste der Kulturgüter in Bösingen enthält alle Objekte in der Gemeinde Bösingen im Kanton Freiburg, die gemäss der Haager Konvention zum Schutz von Kulturgut bei bewaffneten Konflikten, dem Bundesgesetz vom 20. Juni 2014 über den Schutz der Kulturgüter bei bewaffneten Konflikten sowie der Verordnung vom 29. Oktober 2014 über den Schutz der Kulturgüter bei bewaffneten Konflikten unter Schutz stehen.
Objekte der Kategorien A und B sind vollständig in der Liste enthalten, Objekte der Kategorie C fehlen zurzeit (Stand: 1. Januar 2023).

## Kulturgüter
| Foto | | Objekt                                                                                    | Kat. | Typ | Standort                      | Beschreibung |
| ---- | --- | ----------------------------------------------------------------------------------------- | ---- | --- | ----------------------------- | ------------ |
| ja   | Datei hochladen · Wikidata zu Herrenhaus de Lenzbourg (Q29479013)                                                    | Herrenhaus de Lenzbourg KGS-Nr.: 01959                                                    | A    | G   | Vogelshaus 79 582668 / 191603 |              |
| ja   | Datei hochladen · Wikidata zu Gallo-römische Villa / frühmittelalterlicher Friedhof und ehemalige Kirche (Q29479012) | Gallo-römische Villa / frühmittelalterlicher Friedhof und ehemalige Kirche KGS-Nr.: 11695 | A    | F   | Dorfplatz 583960 / 193650     |              |
| BW   | Datei hochladen · Wikidata zu Herrenhaus de Praroman (Q29688003)                                                     | Herrenhaus de Praroman KGS-Nr.: 01955                                                     | B    | G   | Friseneit 166 585057 / 190608 |              |
| ja   | Datei hochladen · Wikidata zu Pfarrkirche St. Jakobus der Ältere (Q29688036)                                         | Pfarrkirche St. Jakobus der Ältere KGS-Nr.: 01956                                         | B    | G   | Dorfplatz 12 583960 / 193700  |              |
| BW   | Datei hochladen · Wikidata zu Speicher (Q29688018)                                                                   | Speicher KGS-Nr.: 12367                                                                   | B    | G   | Spycherweg 1a 583850 / 193585 |              |